# Bobięcino
 (novembre 2018).
Bobięcino [bɔbjɛnˈtɕinɔ] (allemand : Papenzin) est un village dans la gmina Miastko, dans le comté de Bytów, en voïvodie de Poméranie, dans le nord de la Pologne.
Il se trouve à environ 45 km au sud-ouest de Bytów et à 123 km au sud-ouest de Gdańsk (capitale de la voïvodie de Poméranie).

## Histoire
De 1742 à 1945, Papenzin fait partie de l'arrondissement de Rummelsburg-en-Poméranie dans le district de Köslin au sein de la province de Poméranie.
De 1975 à 1998, le village était en voïvodie de Słupsk.